# 15e étape du Tour d'Espagne 2016
La 15e étape du Tour d'Espagne 2016 s'est déroulée le dimanche 4 septembre 2016, entre Sabiñánigo et Sallent de Gállego.

## Résultats

### Classement de l'étape
| \| Classement de l'étape \| Classement de l'étape \| Classement de l'étape \| Classement de l'étape \| Classement de l'étape \| \| Coureur \| Coureur \| Pays \| Équipe \| Temps \| \| --------------------- \| --------------------- \| --------------------- \| --------------------- \| --------------------- \| \| 1er \| Gianluca Brambilla \| Italie \| Etixx-Quick Step \| 2 h 54 min 30 s \| \| 2e \| Nairo Quintana \| Colombie \| Movistar Team \| + 3 s \| \| 3e \| Fabio Felline \| Italie \| Trek-Segafredo \| + 25 s \| |                    |          |                  |                 |
| |                    |          |                  |                 |
| Source : ProCyclingStats |                    |          |                  |                 |
| Classement de l'étape |                    |          |                  |                 |
| Coureur | Coureur            | Pays     | Équipe           | Temps           |
| 1er | Gianluca Brambilla | Italie   | Etixx-Quick Step | 2 h 54 min 30 s |
| 2e | Nairo Quintana     | Colombie | Movistar Team    | + 3 s           |
| 3e | Fabio Felline      | Italie   | Trek-Segafredo   | + 25 s          |

### Classement général
| \| Classement général \| Classement général \| Classement général \| Classement général \| Classement général \| \| Coureur \| Coureur \| Pays \| Équipe \| Temps \| \| ------------------ \| ------------------ \| ------------------ \| ------------------ \| ------------------ \| \| 1er \| Nairo Quintana \| Colombie \| Movistar Team \| 61 h 36 min 07 s \| \| 2e \| Christopher Froome \| Royaume-Uni \| Team Sky \| + 3 min 37 s \| \| 3e \| Esteban Chaves \| Colombie \| Orica-BikeExchange \| + 3 min 57 s \| |                    |             |                    |                  |
| |                    |             |                    |                  |
| Source : ProCyclingStats |                    |             |                    |                  |
| Classement général |                    |             |                    |                  |
| Coureur | Coureur            | Pays        | Équipe             | Temps            |
| 1er | Nairo Quintana     | Colombie    | Movistar Team      | 61 h 36 min 07 s |
| 2e | Christopher Froome | Royaume-Uni | Team Sky           | + 3 min 37 s     |
| 3e | Esteban Chaves     | Colombie    | Orica-BikeExchange | + 3 min 57 s     |